# Palazzo Rossi Canevari
Palazzo Rossi Canevari è un edificio civile del centro storico di Firenze, situato in via Calimala 1, angolo via Porta Rossa (con affaccio su piazza del Mercato Nuovo) e via de' Lamberti.

## Storia e descrizione

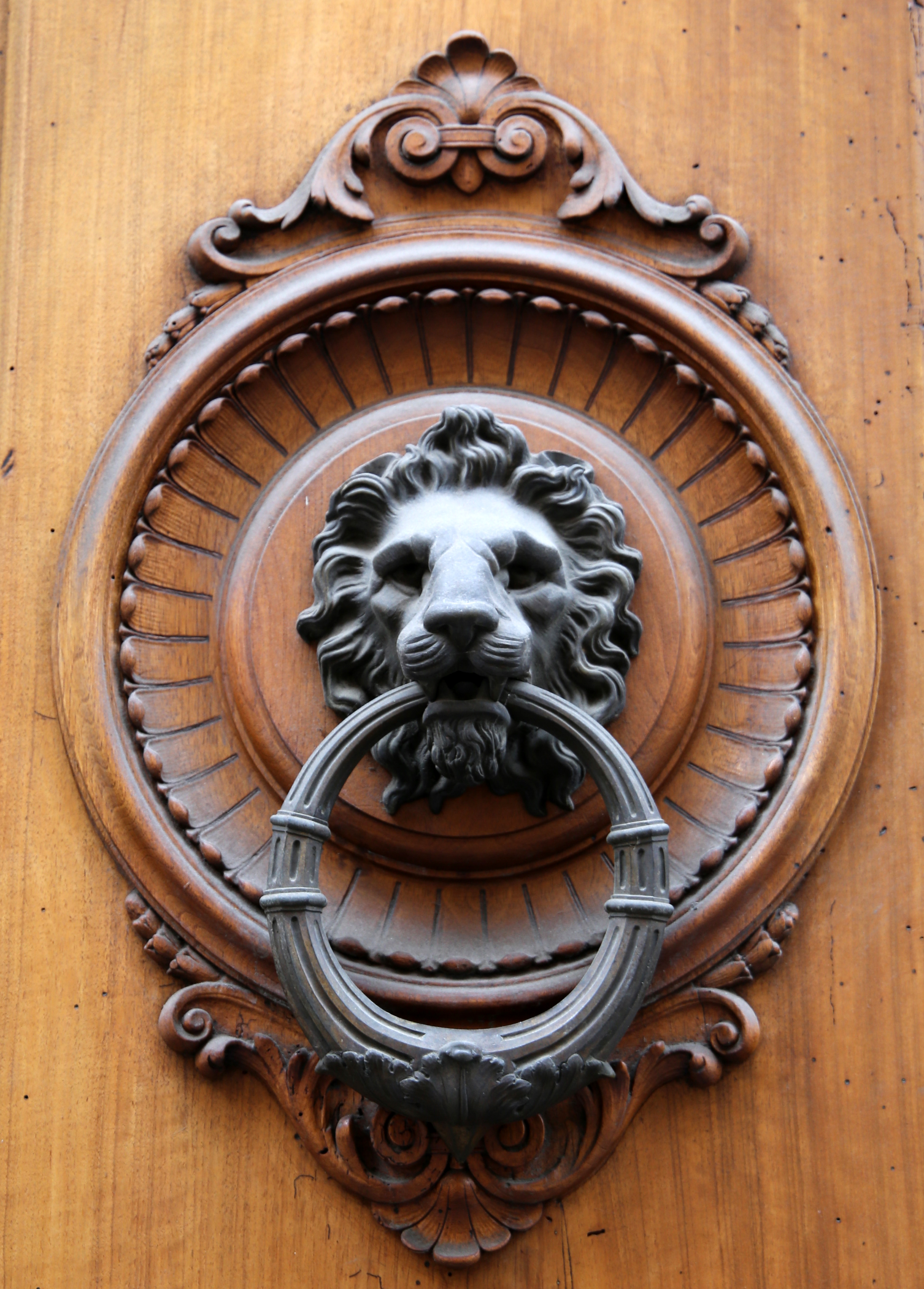
Battente del portone principale

L'edificio nel 1896 fu eretto sulle antiche case dei Cavalcanti e dei Malatesti presso via dei Lontanmorti, su progetto dell'ingegnere Enrico Carcasson, come peraltro attestano vari disegni conservati nell'Archivio Storico del Comune di Firenze. Lo stile è quello consueto del tempo, riecheggiante modelli cinquecenteschi, con ricorsi e profusione di bugnato (cornici delle finestre, paramento del terreno, il tutto in pietra artificiale) e comunque ricco e magniloquente, il che, in questo caso, può forse contrastare maggiormente con gli edifici antichi e di disegno misurato che prospettano sulla piazza del Mercato Nuovo. 
Sul fronte principale di via Calimala presenta cinque piani per sette assi, con il portone centrale segnato dal balcone sovrastante e allineato alle finestre del piano nobile, incorniciate da bozze in pietra artificiale e chiuse da timpani ad arco. Lo stesso disegno si ripropone sui due fronti minori, profondi quattro assi.

### Preesistenze
Su quest'angolo tra Calimala e Porta Rossa esistette il palazzo di Rosso di Rosso Cavalcanti, dal nome del proprietario che lo dichiarò nel catasto del 1427. In questo edificio, dal 1324, si riunì provvisoriamente l'Arte del Cambio prima di sceglere una propria sede presso la tettoia dei Pisani. Accanto, lungo via Porta Rossa, si trovava una torre della consorteria dei Cavalcanti, citata già in un documento del 1183 e detta anche "dell'Ospedale" nel XIV secolo, forse per la presenza qui di una struttura assistenziale. Altre quattro torri si tovavano sul lato ovest e nord dell'isolato, sul vicolo e sulla via dei Lontanmorti, tra cui una detta "del Cavalcavia", che risulta tra gli edifici danneggiati dai ghibellini dopo la battaglia di Montaperti, e alcune torri dei Siminetti (una detta "di Capitoro"), che poi passarono ai Malatesti e ai dei De' Nobili.